# Letang-Bhogateni
Letang-Bhogateni (Nepali लेटाङ-भोगटेनी) ist eine Stadt (Munizipalität) im östlichen Terai Nepals im Distrikt Morang.
Letang-Bhogateni befindet sich nordöstlich von Itahari am Fuße der Siwaliks.
Die Stadt entstand Ende 2014 durch Zusammenlegung der Village Development Committees Bhogateni und Letang.
Das Stadtgebiet umfasst 134,8 km².

## Einwohner
Bei der Volkszählung 2011 hatten die VDCs, aus welchen die Stadt Letang-Bhogateni entstand, 23.907 Einwohner (davon 10.695 männlich) in 5472 Haushalten.